# Chandra (teleskop)
Chandra je NASA-ina promatračnica X-zraka. Lansirana je u orbitu 23. srpnja 1999. godine. Najsofisticiranija je do danas napravljena promatračnica X-zraka. 
Ovaj je teleskop najsnažniji od teleskopa njegove vrste. Najteži je teret kojeg je ikad neki Space Shuttle odnio u orbitu.
Ova teleskop-promatračnica je postavljena u vrlo visoku orbitu: u najudaljenijoj točki je na 300 puta višoj orbiti je nego HST tj. na visini višoj od 1/3 udaljenosti od Zemlje do Mjeseca. Njena orbita je izdužena elipsa, koja na najspljoštenijem dijelu nikad nije Zemlji bliža od 10 tisuća kilometara. Zbog toga može u svakoj orbiti promatranja i po 55 sati, a da ju pri tome ne ometa roj nabijenih čestica što kruže razmjerno blizu Zemlji.
Chandra je dizajniran za istraživanje-područja jakih X-zraka kao što su ostatci eksplozije zvijezde i ima otprilike 50 puta veću razlučivost od dosadašnjih teleskopa. 
Omiljena su joj meta kvazari.
Ime je dobio po indijsko-američkom astrofizičaru Subrahmanyanu Chandrasekharu koji je dobio Nobelovu nagradu. 

## Instrumenti
Teleskop možemo podijeliti na tri osnovna dijela: teleskop X-zraka, znanstveni instrumenti i letjelica. 
Znanstveni instrumenti ACIS i HRC "hvataju" najoštriju sliku i prosljeđuju informaciju o X-zrakama: njihov broj, poziciju i energiju. LETG i HETG pružaju detaljne informacije o X-zrakama.
HRC (High resolution camera) - HRC je jedan od dva instrumenta korištena za fokusiranje na Chandri. On je jako korisan u snimanju vruće materije u ostacima zvijezde koja je eksplodirala ili u udaljenim galaksijama i jatima galaksija.
ACIS ( Advanced CCD Imaging Spectrometer) - ACIS je drugi od dva instrumenta korištena za fokusiranje na Chandri. Kao što joj ime kaže ona može snimiti slike u X-području.
LETG ( The High Resolution Spectrometers) - Spektrometar visoke rezolucije.
HETG ( The High Resolution Spectrometers) - Spektrometar visoke rezolucije.
Operacije - Instrumenti su smješteni na SIM-u (Science Instrument Module). SIM ima zadaću upravljati znanstvenim instrumentima, toplinskom kontrolom, elektronikom za kontrolu operacija znanstvenih instrumenata i komunikacijom.
Znanstveni instrumenti su kontrolirani iz Centra za kontrolu operacija (Cambridge, Massachusetts). Podatke koje sakupi Chandra memorira i svakoh osam sati ih šalje na Zemlju na Deep Space Network. Podaci su tada poslani u JPL (Jet Propolusion Laboratory) i onda u Centar za kontrolu operacija.

## Letjelica
Chandra ima dva različita pogona. Prvi se koristi da se Chandra postavi u konačnu orbitu. Drugi se koristi za sitne korekcije položaja i orbite.
Za kontrolu temperature unutar letjelice Chandra ima toplinsku kontrolu. 
Chandrina toplinska kontrola se temelji na radijatorima, izolacijama, termostatima i grijačima. Informacije o temperaturi u različitim dijelovima letjelice šalje se u kontrolu misije. 
Električnu energiju, kao većina letjelica, koristi solarne ploče. Tada se energija pohranjuje u tri baterije. Ploče najviše mogu proizvesti 2 kW energije.
Smještena na jednom kraju letjelice, gdje zračenje ulazi u teleskop, smještena su vrata za Sunčevu svjetlost (Sunshade doors). Kada su otvorena zaklanjaju Sunčevu svjetlost.
Komunikacije, kontrola i sustav za pohranjivanje su mozak letjelice. Chandra ima dvije low-gain antene koje omogućuju "razgovor" letjelice i kontrole misije. 

## Teleskop
Chandrin teleskop se sastoji od četiri para zrcala i njihove strukture. 
Kada su zrcala izrađena poslana su avionom do Kalifornije. Tamo su zrcala očišćena od prašine i premazana iridijem - da bi stakla reflektirala što više svjetla. Brušenje, poliranje i pravljenje zrcala za Chandru bili su tako dobro napravljeni da su Chandrina zrcala najglatkija i najčistija zrcala ikada napravljena. Zrcala su dalje bila premještena u tvrtku Eastman Kodak u Rochesteru (New York). Tamo su ih ugradili u strukturu nazvanu "the high resolution mirror assembly and aligned with exquisite precision". U studenome 1996. teleskop je premješten u Marshall Space Flight Center. Ondje su teleskop i njegovi instrumenti podvrgnuti stotinama testova. Testovi koji su bili gotovi u ožujku 1997. pokazali su da Chandra može naslikati slike 25 puta oštrije nego što su mogli prijašnji teleskopi te vrste. Poslije je teleskop poslan u TRW u Redondo Beach, Kalifornija. Tamo su teleskop i instrumente sastavili i opet sve zajedo testirali. Konačno, teleskop je premješten u Cape Canaveral u Space Shuttleu na njegovu zadnju vožnju - u svemir.

## Vanjske poveznice
- http://cxc.harvard.edu/
- http://www.chandra.nl/
- https://web.archive.org/web/20060314041227/http://cm.bell-labs.com/cm/cs/who/chekuri/